# Liebenau, Oberösterreich
Liebenau  är en ort och kommun i Österrike. Den ligger i distriktet Freistadt i förbundslandet Oberösterreich, 120 km väster om huvudstaden Wien. 
Kommunen består av 16 orter (Ortschaften) (inom parentes invånarantal 1 januari 2024):

- Eibenberg (49)
- Geierschlag (108)
- Glashütten (6)
- Hirschau (33)
- Kienau (36)
- Komau (24)
- Leopoldstein (29)
- Liebenau (437)
- Liebenstein (189)
- Maxldorf (74)
- Monegg (14)
- Neustift (104)
- Reitern (38)
- Schanz (94)
- Schöneben (167)
- Windhagmühl (193)